# Cradlehouse
Cradlehouse är ett studioalbum av Pernilla Andersson från 2004.

## Låtlista
| Nr           | Titel                    | Längd |
| ------------ | ------------------------ | ----- |
| 1.           | Stand By You             | 4:20  |
| 2.           | Lovesong                 | 4:06  |
| 3.           | Scarlet Women            | 3:49  |
| 4.           | Some Other Time          | 3:51  |
| 5.           | To Make You Feel My Love | 3:19  |
| 6.           | Alive                    | 3:53  |
| 7.           | Here Goes My Heart       | 3:52  |
| 8.           | Hit & Run                | 3:33  |
| 9.           | I Know How It Feels      | 4:59  |
| 10.          | Roller Coaster           | 3:58  |
| 11.          | Wake Up                  | 3:27  |
| 12.          | Sheila                   | 3:35  |
| 13.          | Cradlehouse              | 2:35  |
| Total längd: | Total längd:             | 49:17 |